# Макарівка (Волноваський район)
Мака́рівка — село Великоновосілківської селищної громада Волноваського району Донецької області в Україні.

## Загальні відомості
Село розташоване на лівому березі р. Мокрі Яли. Відстань до центру громади становить близько 12 км і проходить автошляхом місцевого значення. Площа становить 0.8231 км². Протяжність кордонів села: з півночі на південь 1 км 244 м., із заходу на схід 1 км 839 м.

## Історія
17 липня 2020 року згідно з постановою Верховної Ради України "Про утворення та ліквідацію районів" входить до Великоновосілківської селищної громади, Волноваського району. До 2020 було в складі Великоновосілківського району.
В березні 2022 село окупували ЗС РФ.  11 червня 2023 року ЗСУ деокупували населений пункт.

## Населення
За даними перепису 2001 року населення села становило 258 осіб, із них 82,56 % зазначили рідною мову українську та 17,44 % — російську.